# فرانشيسكو باردي
فرانشيسكو باردي (بالإيطالية: Francesco Bardi) (18 يناير 1992 إيطاليا - ) هو لاعب كرة قدم إيطالي، يلعب كحارس مرمى.

## روابط خارجية
- فرانشيسكو باردي على موقع قاعدة بيانات كرة القدم.إي يو (الإنجليزية)
- فرانشيسكو باردي على موقع Soccerbase.com (لاعب) (الإنجليزية)
- فرانشيسكو باردي على موقع Soccerway.com (الإنجليزية)
- فرانشيسكو باردي على موقع عالم كرة القدم.نت (الإنجليزية)
- فرانشيسكو باردي على موقع AS.com (الإسبانية)